# Jiang Jiemin
Jiang Jiemin (Chinees: 蒋洁敏, oktober 1954, Yangxin in Shandong in de Volksrepubliek China) is een voormalige Chinese zakenman en voormalig communistisch politicus. 
Jiang Jiemin volgde hoger onderwijs in de economie aan de Shandonguniversiteit. Hij was voorzitter van PetroChina en vice-directeur van de China National Petroleum Corporation (CNPC) en heeft ook als vice-gouverneur voor de provincie Qinghai gewerkt. Na een corruptieschandaal werd hij ontslagen en uit de partij gezet.